# 폴 매너포트
폴 존 매너포트 주니어(영어: Paul John Manafort, Jr., 1949년 4월 1일 ~ )는 미국 로비스트이며 정치인이다. 2016년 미국 대통령 선거에서 도널드 트럼프 공화당 후보의 정치 컨설턴트로 활동하였다.
매너포트는 워싱턴 DC 정계에서 오래도록 로비스트로 활동해 왔다. 1976년 제럴드 포드, 1980년 로널드 레이건, 1988년 조지 H. W. 부시, 1996년 밥 돌 등 여러 대통령 후보의 전당대회 전략을 세웠던 인물이다. 이후 우크라이나에서 빅토르 야누코비치 후보의 정책고문을 맡아 그를 대통령으로 선출되도록 도왔다. 도널드 트럼프의 선거 캠프에는 2016년 3월 합류했으나, 과거 우크라이나 집권당으로부터 1270만 달러의 현금을 수수한 의혹을 받고 선대위원장 자리에서 물러났다.